# Nuits
Nuits é uma comuna francesa na região administrativa de Borgonha-Franco-Condado, no departamento de Yonne. Estende-se por uma área de 11,67 km². Em 2010 a comuna tinha 404 habitantes (densidade: 34,6 hab./km²).